# Presidente Getúlio
Presidente Getúlio é um município do estado de Santa Catarina, na região Sul do Brasil. Situa-se na Região Geográfica Intermediária de Blumenau, e na Região Geográfica Imediata de Ibirama - Presidente Getúlio. Está a uma distância de 222 km da capital estadual Florianópolis.
Sua população estimada em 2020 pelo IBGE, é de 17.726. Está a uma altitude de 255 metros e sua área é de 322,41 km².

## História
O município de Presidente Getúlio foi fundado em 1 de junho de 1904 com a imigração de doze famílias de colonos suíços que lá instalando-se e deram ao local o nome de Neu-Zürich. A vinda destes colonos deu-se através da Sociedade Colonizadora Hanseática.
Em 1934, Neu-Zürich teve seu nome mudado para Dalbérgia, depois Neu Breslau e, finalmente, Getúlio Vargas, em homenagem a Getúlio Vargas, presidente da República do Brasil , através da Lei nº 133 da Assembleia Legislativa de Santa Catarina,  em 30 de dezembro de 1953, tendo a instalação ocorrido a 10 de fevereiro de 1954.
Mais tarde, descendentes de italianos passaram a ocupar a região. Essa diversidade reflete-se na cultura do município, onde a maioria dos moradores é composta por pequenos agricultores.

## Economia
Suas principais atividades econômicas são agricultura, pecuária leiteira, indústria frigorífica, têxtil, madeireira, moveleira e cerâmica.

## Turismo
Conhecida como Vale das Cachoeiras pelas inúmeras quedas d'água, Presidente Getúlio se destaca pela qualidade de vida.
Uma das atrações do município é a Expofeira Estadual do Leite, onde acontece o famoso Concurso Nacional de Tomadores de Leite em Metro.
A data festiva do município é 1 de junho, o aniversário da colonização (suíça, alemã e italiana).

## Aspectos populacionais
A população de Presidente Getúlio apresentou um aumento de 18,5% desde o último censo demográfico realizado em 2000. De acordo com as estimativas do Instituto Brasileiro de Geografia e Estatística (IBGE) para o ano de 2014, a população da cidade é composta de 16 210 habitantes, o equivalente a 0,3% da população do estado.
Presidente Getúlio é a 82ª cidade no ranking populacional catarinense. O gráfico abaixo demonstra a evolução populacional do município nos últimos anos.
| Ano  | População |
| ---- | --------- |
| 1980 | 10 114    |
| 1991 | 11 372    |
| 1996 | 11 523    |
| 2000 | 12 333    |
| 2005 | 12 935    |
| 2007 | 13 638    |
| 2009 | 14 392    |
| 2010 | 14 886    |
| 2012 | 15 273    |
| 2013 | 15 943    |
| 2014 | 16 210    |
| 2016 | 16 474    |

## Bairros e localidades
Principais bairros e localidades da cidade:
- Centro
- Niterói
- Pinheiro
- Revolver
- Rio Ferro
- Índio Esquerdo
- Distrito Mirador
- Tifa da Pimenta
- Quadro Novo
- Ribeirão Urú
- Ribeirão Sabiá
- Jacutinga
- Santa Rosa
- Urucurana
- Ribeirão da Onça
- Canelinha
- Tamanduá
- Papanduva
- Tucano
- São José
- Mostifer
- Rio Krauell
- Caminho Helvécia
- Caminho Leão
- Boa Vista
- Ribeirão da Paca
- Serra dos Índios
- Lagarta
- Caminho Caçador
- Pinheiro Alto
- Caminho do Bico
- Serra Vencida